# Coupe d'Océanie de rugby à XV 2009
Navigation
Coupe d'Océanie
 2008 Coupe d'Océanie 2011
Le Coupe d'Océanie de rugby à XV 2009 est un tournoi organisé par la Federation of Oceania Rugby Unions qui oppose les nations d'Océanie. La compétition se déroule du 6 juillet au 13 juillet 2013. Le vainqueur du Tournoi affronte l'équipe des Samoa pour la qualifications pour la Coupe du monde de rugby à XV 2011.

## Équipes engagées
La compétition se dispute sous le format d'un mini-tournoi entre les quatre équipes suivantes :
- Îles Cook
- Papouasie-Nouvelle-Guinée
- Niue
- Vanuatu

## Tableau
|  | Demi-finales              | Demi-finales    |                           |    | Finale                           | Finale                           |
|  | Demi-finales              | Demi-finales    |                           |    | Finale                           | Finale                           |
|  |                           |                 |                           |    |                                  |                                  |
|  | le 27 juin 2009           | le 27 juin 2009 |                           |    | le 4 juillet 2009 à Port Moresby | le 4 juillet 2009 à Port Moresby |
|  | le 27 juin 2009           | le 27 juin 2009 |                           |    | le 4 juillet 2009 à Port Moresby | le 4 juillet 2009 à Port Moresby |
|  | Îles Cook                 | 29              |                           |    | le 4 juillet 2009 à Port Moresby | le 4 juillet 2009 à Port Moresby |
|  | Îles Cook                 | 29              |                           |    | le 4 juillet 2009 à Port Moresby | le 4 juillet 2009 à Port Moresby |
|  | Niue                      | 7               |                           |    | le 4 juillet 2009 à Port Moresby | le 4 juillet 2009 à Port Moresby |
|  | Niue                      | 7               | Papouasie-Nouvelle-Guinée | 29 |                                  |                                  |
|  | le 27 juin 2009           |                 | Papouasie-Nouvelle-Guinée | 29 |                                  |                                  |
|  |                           | Îles Cook       | 21                        |    |                                  |                                  |
|  | Papouasie-Nouvelle-Guinée | Îles Cook       | 21                        | 86 |                                  |                                  |
|  | Papouasie-Nouvelle-Guinée |                 |                           | 86 |                                  |                                  |
|  | Vanuatu                   | 12              |                           |    |                                  |                                  |
|  | Vanuatu                   | 12              |                           |    |                                  |                                  |

## Finale
| 4 juillet 2009 | Papouasie-Nouvelle-Guinée                                                           | 29 – 21 (14 – 16) | Îles Cook                                                                                                  | Port Moresby |
| 4 juillet 2009 | Essai(s) : Ponda 2, Maraha, Haija Transformation(s) : Maraha 3 Pénalité(s) : Maraha |                   | Essai(s) : Marsters-Whanga, Hawea Transformation(s) : Robinson Pénalité(s) : Robinson 2 Drop(s) : Robinson | Port Moresby |
| 4 juillet 2009 |                                                                                     |                   | | Port Moresby |